# Галкинское
Галкинское — село в Камышловском районе Свердловской области, административный центр Галкинского сельского поселения.

## Географическое положение
Село Галкинское расположено в 6 километрах (по автомобильной дороге — в 9 километрах) к северу от города Камышлова и вытянуто на 4,5 километров вдоль правого берега реки Камышловки (левого притока реки Пышмы). В северной части расположен пруд, в 1 километре на юг находится устье правого притока Камышловки — реки Гуровки. Вдоль западного края проходит автодорога Камышлов — Ирбит. Местность бедна лесом и хорошей проточной водой.

## Происхождение названия
Название своё село получило от фамилии первого жителя, основавшего посёлок — Галкина.

## Боголюбская церковь
Приход сделался самостоятельным в 1751 году, а до этого времени входил в состав прихода Камышловской соборной церкви. Первая церковь в селе была деревянная, одноэтажная во имя Воскресения Господня с приделом во имя святого праведника Прокопия Устюжского чудотворца, не известно когда построенная (предположительно в 1751 году), но в 1798 году пришла в ветхость. В 1800 году вместо неё была заложена каменная двухэтажная церковь с престолами: вверху — во имя Воскресения Господня, а внизу — во имя святого праведника Прокопия Устюжского, по имени которого он и именовался Прокопиевским. Храм был устроен и в 1803 году освящён в нижнем этаже придел в честь священномученика Власия. В нижнем храме богослужение отправлялось недолго, а верхний храм так и не был освящён. От слабости грунта земли, вскоре по окончании работ, колокольня стала отходить от храма, на сводах появились большие трещины; в предупреждение несчастных случаев, по распоряжению начальства, церковь была запечатана и в таком положении оставалась до 1842 года. В этом же 1842 году была заложена (окончательно построен в 1844 году) каменная, одноэтажная церковь во имя Боголюбской иконы Божией Матери с приделами: на правой стороне — во имя святого праведного Прокопия Устюжского, а на левой — во имя священномученика Власия, епископа Севастийскаго. Власиевский придел был освящён в 1844 году, Прокопиевский в 1845 году, а главный Боголюбский престол в 1849 году. Придельные иконостасы в 1869 году были заменены новыми. В начале XX века причт состоял из священника и псаломщика, тогда же в селе существовала земская школа, которая помещалась бесплатно в церковном каменном флигеле. Церковь была закрыта в 1938 году.
В 1922 году из храма было изъято 12,8 килограмм серебра. В настоящий момент не восстанавливается, хотя сохранилось много росписей XIX века.
Объём здания являет четырёхгранник вытянутых пропорций, с севера и юга оформлен портиками с пятью главами. Портики четырёхколонные тосканские, с фронтонами; по осям колонн на стенах — пилястры; главы мелкие, луковичные, на круглых барабанах. Окна трапезной и храма прямоугольные без наличников, а над ними лепные рельефы в виде венков. Колокольня четырёхгранная, с двумя ярусами звона, каждый из которых имеет собственный цоколь и карниз. Храм являет собой памятник позднего классицизма с пятиглавием в стиле древнерусского зодчества.

## Население
В 1900 году население села составляло 1024 мужчины и 1094 женщины, все были крестьяне и православные, раскольников и сектантов в приходе не было.
| 2002 | 2010 | 2021 |
| ---- | ---- | ---- |
| 890  | ↘820 | ↘573 |